# ISO 3166-2:GR
ISO 3166-2:GR es la serie de códigos ISO 3166-2 para Grecia, parte del estándar ISO 3166 publicado por la Organización Internacional de Normalización (ISO) que define códigos para los nombres de las principales subdivisiones (por ejemplo, provincias o estados) de todos los países codificados en ISO 3166-1.
Actualmente para Grecia, los códigos ISO 3166-2 están definidos para dos categorías de subdivisiones:
- 13 periferias
- 1 parte autónoma

Las prefecturas (también llamadas departamentos) fueron abolidas en 2011 y fueron reemplazados por unidades periféricas. Las unidades periféricas se eliminaron de la entrada en 2016.
Cada código consta de dos partes, separadas por un guion. La primera parte es GR, el código ISO 3166-1 alpha-2 de Grecia. La segunda parte es cualquiera de las siguientes:
- una letra (A–M): periferias.
- dos dígitos: parte autogobernada.

## Códigos
| Código | Nombre (el) (ELOT 743:1982 = ISO 843:1997 = UN V/19 1987) | Nombre (el)                   | Nombre (es)                 | Categoría de la subdivisión |
| ------ | --------------------------------------------------------- | ----------------------------- | --------------------------- | --------------------------- |
| GR-69  | Ágion Óros                                                | Άγιο Όρος                     | Monte Athos                 | parte autogobernada         |
| GR-A   | Anatolikí Makedonía kai Thráki                            | Ανατολική Μακεδονία και Θράκη | Macedonia Oriental y Tracia | región administrativa       |
| GR-I   | Attikí                                                    | Αττική                        | Ática                       | región administrativa       |
| GR-G   | Dytikí Elláda                                             | Δυτική Ελλάδα                 | Grecia Occidental           | región administrativa       |
| GR-C   | Dytikí Makedonía                                          | Δυτική Μακεδονία              | Macedonia Occidental        | región administrativa       |
| GR-F   | Ionía Nísia                                               | Ιόνια Νησιά                   | Islas Jónicas               | región administrativa       |
| GR-D   | Ípeiros                                                   | Ήπειρος                       | Epiro                       | región administrativa       |
| GR-B   | Kentrikí Makedonía                                        | Κεντρική Μακεδονία            | Macedonia Central           | región administrativa       |
| GR-M   | Kríti                                                     | Κρήτη                         | Creta                       | región administrativa       |
| GR-L   | Nótio Aigaío                                              | Νότιο Αιγαίο                  | Egeo Meridional             | región administrativa       |
| GR-J   | Pelopónnisos                                              | Πελοπόννησος                  | Peloponeso                  | región administrativa       |
| GR-H   | Stereá Elláda                                             | Στερεά Ελλάδα                 | Grecia Central              | región administrativa       |
| GR-E   | Thessalía                                                 | Θεσσαλία                      | Tesalia                     | región administrativa       |
| GR-K   | Vóreio Aigaío                                             | Βόρειο Αιγαίο                 | Egeo Septentrional          | región administrativa       |